# Wałatawa (przystanek kolejowy)
Wałatawa (biał. Валатава; ros. Волотова) – przystanek kolejowy przy osiedlu Wałatawa, w Homlu, w obwodzie homelskim, na Białorusi. Położony jest na wschodniej obwodnicy kolejowej Homla.